# Dom na Przeklętym Wzgórzu (film 1959)

Vincent Price jako Frederick Loren.

Dom na Przeklętym Wzgórzu lub Dom na Nawiedzonym Wzgórzu (tytuł oryg. House on Haunted Hill) – film grozy produkcji USA w reżyserii Williama Castle'a z 1959 roku. W 1999 roku powstał remake.

## Opis fabuły
Ekscentryczny milioner, Frederick Loren zaprasza pięć osób do Nawiedzonego Domu na przyjęcie swojej czwartej żony. Oferuje każdemu, kto zdecyduje się spędzić noc w tym domu dziesięć tysięcy dolarów. Zaproszeni goście nie znają się wzajemnie, ale łączy ich jedno – wszyscy potrzebują pieniędzy.

## Obsada
- Vincent Price – Frederick Loren
- Howard Hoffman – Jonas Slydes
- Leona Anderson – pani Slydes
- Julie Mitchum – Ruth Bridgers
- Alan Marshal – dr. David Trent
- Carol Ohmart – Annabelle Loren
- Elisha Cook Jr. – Watson Pritchard
- Richard Long – Lance Schroeder
- Carolyn Craig – Nora Manning